# تأثير تصميم
تأثير التصميم (أو تقديرات تباين الوحدة) (Design effect) هو تعديل مستخدم في بعض أنواع الدراسات ، مثل تلك التي تستخدم أخذ العينات العنقودية أو التجربة العشوائية الخاضعة للرقابة العنقودية ، للسماح بهيكل التصميم، يضخم التعديل تباين تقديرات المتغيرات ، وبالتالي أخطاءها المعيارية ، وهو أمر ضروري للسماح بالارتباطات بين مجموعات الملاحظات. وهو مشابه لعامل تضخم التباين ويستخدم في حسابات حجم العينة. تم تقديم المصطلح من قبل ليزلي كيش في عام 1965.